# Fresh Meadows
Fresh Meadows è un quartiere residenziale nella parte nord-orientale del distretto di Queens, New York. Fresh Meadows si trova nella parte sud di Flushing ed è delimitato a nord dal Fresh Meadows Playground e Horace Harding Expressway, a ovest da South Flushing e dal sottoquartiere di Hillcrest, a est da Cunningham Park, e a sud dalla Union Turnpike e dalla St. John's University.
Fresh Meadows fa parte del Queens Community District 8 e i suoi codici postali sono 11365 e 11366. È pattugliato dal 107º distretto del New York City Police Department. Politicamente, Fresh Meadows è rappresentato dai distretti del 23º e 24º del Consiglio di New York.